# Samojłowka (obwód saratowski)
Samojłowka (ros. Самойловка) – osiedle typu miejskiego w Rosji, w obwodzie saratowskim, ośrodek administracyjny rejonu samojłowskiego. W 2010 liczyło 7580 mieszkańców.